# Петрівка (Любашівська селищна громада)
Петрі́вка — село Любашівської селищної громади Подільського району Одеської області України. Населення становить 470 осіб.

## Історія
За даними на 1859 рік у власницькому селі Петрівка (Шишкина) Ананьївського повіту Херсонської губернії мешкало 219 осіб (122 чоловіки та 97 жінок), налічувалось 61 дворове господарство.
Станом на 1886 рік у колишньому власницькому селі Боківської волості, мешкало 230 осіб, налічувалось 45 дворів, існував паровий млин.
Під час організованого радянською владою Голодомору 1932—1933 років померло щонайменше 27 жителів села.
Колишній орган місцевого самоврядування — Боківська сільська рада.
12 червня 2020 року, відповідно до Розпорядження Кабінету Міністрів України від № 724-р «Про визначення адміністративних центрів та затвердження територій територіальних громад Одеської області», увійшло до складу Любашівської селищної громади.
19 липня 2020 року, в результаті адміністративно-територіальної реформи і ліквідації Любашівського району, село увійшло до складу новоутвореного Подільського району.

## Населення
Згідно з переписом УРСР 1989 року чисельність наявного населення села становила 480 осіб, з яких 209 чоловіків та 271 жінка.
За переписом населення України 2001 року в селі мешкало 470 осіб.

### Мова
Розподіл населення за рідною мовою за даними перепису 2001 року:
| Мова       | Відсоток |
| ---------- | -------- |
| українська | 95,96 %  |
| молдовська | 4,04 %   |